# Seznam kyjevských řeckokatolických biskupů a arcibiskupů

## Archieparchové kyjevští v letech 1596-1839
- Michail Rahoza (1596 - 1599)
- Ipatij Potij, O.S.B.M. (1600 - 1613)
- Josyf Veliamyn Ruckij, O.S.B.M. (1614 - 1637)
- Rafajil Korsak, O.S.B.M. (1637 - 1640)
- Antin Selava (1641 - 1655)
- Havryil Kolenda (1665 - 1674)
- Kyprian Žochovskyj (1674 - 1694)
- Lev Slubyč-Zalensky, O.S.B.M. (1695 - 1708)
- Juryj Vinnic'kyj, O.S.B.M. (1710 - 1713)
- Lev Luka Kiška, O.S.B.M. (1714 - 1728)
- Atanazij Šeptyckyj (1729 - 1746)
  - Sede vacante (1746-1748)
- Florian Hrabnickyj (1748 - 1762)
- Felix Filip Volodkovič, O.S.B.M. (1762 - 1778)
- Lev Šeptyckyj (1778 - 1779)
- Jason Smogorževskyj (1781 - 1788)
- Teodosij Rostockij (1788 - 1805)
- Iraklyj Lisovskyj (1806 - 1809)
- Hryhory Kochanoviyč (1810 - 1814)
  - Sede vacante (1814-1817)
- Josafat Bulhak, O.S.B.M. (1818 - 1838)

archieparchie bala zrušena na tzv. Polockém synodu v roce 1839

## Obnovená archieparchie (od roku 1995)
- Lubomyr Huzar, M.S.U. (1995 - 1996 jmenován pomocným biskupem ve Lvově)
- Mychajlo Koltun, C.SS.R. (1996 - 7 1997 jmenován eparchou zborivským)
- Vasylij Ihor Medvit, O.S.B.M. (1997 - 2004 jmenován biskupem kurie kyjevské)

## Vyšší arcibiskupství (od roku 2005)
- Lubomyr Huzar, M.S.U. (2005 - 2011) (podruhé)
- Svjatoslav Ševčuk, od 23. března 2011